# Tina Fey
Elizabeth Stamatina Fey (izg. ˈfeɪ), bolje poznana kot Tina Fey, ameriška gledališka, filmska in televizijska igralka, komedijantka, scenaristka ter filmska in televizijska producentka, * 18. maj 1970, Upper Darby Township, Pensilvanija, Združene države Amerike.
Za svoje delo je prejela sedem emmyjev, tri zlate globuse, štiri nagrade Screen Actors Guild Awards in štiri nagrade Writers Guild of America Awards. Revija Associated Press jo je leta 2008 označila za najstopajočo osebo, ki je imela največ vpliva na kulturo, zaradi česar je prejela nagrado revije v kategoriji za »ustvarjalca leta«.
Potem, ko je diplomirala na univerzi Virginije leta 1992, se je Tina Fey preselila v Chicago, Illinois, kjer se je začela učiti v improvizacijski skupini komedijantov The Second City, za katero je leta 1994 začela tudi redno nastopati. Tri leta kasneje je Tina Fey pričela pisati komične skeče za oddajo Saturday Night Live (SNL). Leta 1999 je napredovala na mesto glavnega scenarista. V naslednjem letu je začela tudi igrati v skečih oddaje SNL. V času, ko je delala tam, je bila tudi ena izmed glavnih ustvarjalcev nadaljevanja SNL-jeve oddaje Weekend Update. Potem, ko je oddajo SNL leta 2006 pustila, je ustvarila televizijsko serijo 30 Rock, situacijsko komedijo, ki je temeljila na njenih izkušnjah v oddaji SNL. V seriji je Tina Fey upodobila glavno scenaristko izmišljene komične serije s skeči.
Leta 2004 je Tina Fey prvič pisala in igrala v filmu, saj je dobila vlogo v najstniški komediji Zlobna dekleta. Leta 2008 je poleg Amy Poehler zaigrala v komičnem filmu Baby Mama. Leta 2009 je dobila emmyja za svojo satirično upodobitev republikanske političarke Sarah Palin v gostovalnem pojavu v oddaji SNL. Leta 2010 je bila Tina Fey nagrajena z nagrado Mark Twain Prize v kategoriji za »ameriški humor« in tako postala najmlajša oseba, kar jih je kdaj dobilo to nagrado v zgodovini.

## Zgodnje življenje
Elizabeth Stamatina Fey se je rodila v Upper Darby Townshipu, Pensilvanija, Združene države Amerike, predmestju Filadelfije. Je hči Zenovie »Jeanne« (roj. Xenakes) - uslužbenke v posredništvu z grškimi koreninami - in Donalda Feyja, glavnega univerzitetnega predlagatelja in pisatelja z nemškimi in škotskimi koreninami. Ima osem let starejšega brata, imenovanega Peter.
Tina Fey se je že v otroštvu večkrat soočala s komedijo. O tem danes pravi:
Spomnim se, da so me moji starši pretihotapili v gledališče, kjer sem gledala Mladega Frankensteina. Gledali bi tudi Saturday Night Live, Montyja Pythona ali stare filme bratov Marx. Moj oče nam je dovolil ponoči ostati pokonci zelo pozno, če smo si želeli ogledati Mladoporočenca. Nismo pa smeli gledati Kremenčkovih; moj oče je sovražil Kremenčkove, saj so izrinili Mladoporočenca. V bistvu za nekoga moje starosti vem zelo malo o Kremenčkovih.
Med odraščanjem si je Tina Fey večkrat ogledala tudi televizijsko serijo Second City Television in Catherine O'Haro danes citira za svojo vzornico.
Tina Fey se je šolala na šolah Cardington Elementary School in Beverly Hills Middle School v Upper Darbyju. Že v času, ko je hodila v srednjo šolo, jo je zelo zanimala komedija, na to temo pa je v osmem razredu naredila tudi neodvisno študijo. Tina Fey se je kasneje začela šolati na šoli Upper Darby High School, kjer je bila častna učenka, članica pevskega zbora, dramskega kluba, teniškega moštva in so-urednica šolskega časopisa. Anonimno je pisala za satirično kolumno šolskega časopisa, imenovano The Acorn (Želod). Potem, ko je leta 1988 diplomirala, se je vpisala na univerzo Virginije, kjer je študirala igranje in dramatiko. Leta 1992 je dobila diplomo iz drame.

## Kariera

### Zgodnja kariera
Po končani srednji šoli se je Tina Fey najprej nameravala vpisati na univerzo DePaul v Chicagu, kjer je želela študirati dramo, vendar »sem imela občutek, da vse skupaj ne bo šlo  ... [da] mi bodo vzeli moj denar in me enostavno izrezali iz programa.« Vseeno se je preselila v Chicago, kjer je izvedela za improvizacijsko komično skupino, The Second City. Čez noč se je učila pri skupini The Second City, čez dan pa je delala na recepciji podjetja YMCA v Evanstonu, Illinois, da je lahko plačala za učne ure. Ko se je začela učiti pri skupini The Second City, se je Tina Fey potopila v »kult improvizacije« in postala, kot se je kasneje opisala, »kot eden izmed tistih atletov, ki poskušajo priti na Olimpijske igre. Morala sem se osredotočiti. Prepričana sem bila, da delam tisto, zaradi česar sem se rodila in naredila bi vse, da bi prišla na oder. Ne samo zaradi SNL-ja, ampak tudi zato, ker sem želela izboljšati svoje življenje. Bila bi popolnoma srečna, če bi za večno ostala v skupini The Second City.«
Leta 1994 je začela nastopati s skupino The Second City, kjer je dve leti v enem tednu zaigrala v osmih prireditvah. Bila je tudi del predstav Citizen Gates (1996) in Paradigm Lost (1997), kjer je nastopala poleg igralcev, kot so Scott Adsit, Kevin Dorff, Rachel Dratch, Jenna Jolovitz in Jim Zulevic. Improvizacija je postala najpomembnejši vpliv na njeno začetno razumevanje tega, kaj pomeni biti igralec, kot je novembra 2003 povedala v reviji The Believer:
Ko sem začela, je imela improvizacija največji vpliv na moje igranje. Na kolidžu sem se učila o standrdnih metodah igranja  – Stanislavsky in podobno. Ampak nobena mi ni zares ustrezala. Moj problem s tradicionalnimi metodami igranja je bil ta, da nikoli nisem resnično razumela, na kaj moraš misliti, ko si na odru. Ampak pri skupini The Second City sem se naučila, da moraš biti osredotočen samo na svojega partnerja. Vzameš, kar ti dajo in na podlagi tega zgradiš prizor. Takrat se mi je odprlo. Naenkrat se mi je vse zdelo smiselno. Vso svojo koncentracijo moraš nameniti svojemu partnerju. Ne temu, kar boš rekel, ne iskanju popolnih manerizmov ali tikov tvojega lika, ne temu, kar boš jedel kasneje. Improvizacija mi je pomagala pri tem, da sem zamotila samo sebe in nisem mislila na svoje običajno nakladanje na odru, tako da sem se osredotočila na nekaj drugega in sem lahko nehala igrati. Najbrž je to moja metoda pri igranju, tako da vseeno mora biti nekako izpopolnjena. Zamoti te, tako da lahko tvoje telo in tvoja čustva delujejo prosto. Improvizacija je samo različica metode igranja, ki deluje pri meni.
V času, ko je živela v Chicagu, je Tina Fey sodelovala tudi pri različici igranja, ki jo je sama kasneje opisala kot »amaterski« poskus pri stand-up komediji. Nastopala je tudi v gledališču ImprovOlympic.

### Saturday Night Live(1997–2006)
Medtem, ko je leta 1997 nastopala na prireditvah s skupino The Second City, je Tina Fey poslala več scenarijev za NBC-jevo oddajo Saturday Night Live (SNL), zraven katerih pa je priložila prošnjo, naslovljeno na glavnega scenarista v oddaji, Adama McKayja, bivšega člana skupine The Second City. Najeli so jo kot scenaristko za SNL po sestanku s kreatorjem oddaje SNL, Lornem Michaelsom in preselila se je v New York. Tina Fey je reviji The New Yorker povedala: »Že zelo dolgo sem se zanimala za to serijo, tako kot so se drugi otroci zanimali za Dereka Jeterja.« Najprej naj bi si Tina Fey »zelo prizadelavala« zato, da je prišla v oddajo SNL. V njenem prvem skeču, ki je bil predvajan v oddaji, je nastopal Chris Farley v satiri Sally Jessy Raphael. Tina Fey je nameravala napisati še več parodij, vključno s parodijo na ABC-jevo jutranjo pogovorno oddajo The View. Skupaj z Rachel Dratch, ki v skeču igra eno izmed najstnic, je napisala skeč »Sully and Denise«.
Tina Fey je zaigrala v eni izmed epizod oddaje SNL leta 1998 in potem, ko se je ogledala, se je odločila oditi na dieto, pri kateri je izgubila skoraj petnajst kilogramov. Kasneje je reviji The New York Times povedala: »Imela sem popolnoma normalno postavo. Ampak bila sem tu, v New York Cityju, imela sem denar in nisem si mogla kupiti nobenih oblek. Potem, ko sem shujšala, ni nihče več pokazal zanimanja za to, da bi me postavil pred kamere.« Leta 1999 je Adam McKay odstopil s položaja glavnega scenarista, zaradi česar je Lorne Michaels ta naziv dodelil Tini Fey. Postala je prva ženska glavna scenaristka oddaje SNL, kar je meja, na katero je zelo ponosna.
Leta 2000 je Tina Fey pričela tudi nastopati v skečih in skupaj z Jimmyjem Fallonom je začela voditi SNL-jevo parodijo Weekend Update. Dejala je, da sama ni odšla na avdicijo, temveč jo je Lorne Michaels sam prosil, da bi igrala v skeču. Lorne Michaels je razložil, da sta imela Tina Fey in Jimmy Fallon »kemijo«. Kakorkoli že, kasneje je Lorne Michaels razkril, da je bilo to, da je Tino Fey zaposlil tudi kot igralko, »nekoliko tvegano« v tistem času. Njena vloga v Weekend Update je s strani kritikov prejela veliko pohval. Ken Tucker iz revije Entertainment Weekly je napisal: »... Feyjeva je kot izstreljena puščica  – strup, napolnjen s šalami, napisan v dolgih, natančno razčlenjenih stavkih, je brez primere v vsej Updateovi zgodovini  – takšno pozitivno, sončno obličje jo naredi edinstveno in čudovito.« Dennis Miller, bivši član igralske zasedbe oddaje SNL in prejšnji vodja skeča Weekend Update, je bil zadovoljen s Tino Fey kot z njegovo naslednjico: »... Feyjeva je mogoče najboljša voditeljica Weekend Updatea, kar jih je kdaj bilo. Piše tako smešne šale«. Robert Bianco iz revije USA Today pa je komentiral, da »ni zaljubljen« v par.
Leta 2001 je Tina Fey skupaj s svojimi pomočniki pri pisanju prejela nagrado Writers Guild of America Award za skeče, predstavljene v epizodi ob 25. obletnici oddaje SNL. Naslednje leto je na 54. podelitvi emmyjev skupaj s pomočniki pri pisanju prejela nagrado v kategoriji za »najboljše pisanje za glasbeni ali komični program«.
Sodelovanje Tine Fey in Jimmyja Fallona se je končalo maja leta 2004, ko se je Fallon v oddaji Saturday Night Live zadnjič pojavil kot član igralske zasedbe. Nadomestila ga je Amy Poehler. To je bilo prvič, da sta dve ženski skupaj vodili oddajo Weekend Update. Tina Fey je kasneje razkrila, da je Amy Poehler »najela« za igranje v oddaji. Sprejem ob sodelovanju Tine Fey in Amy Poehler je bil pozitiven. Rachel Sklar iz revije Chicago Tribune je, na primer, napisala, da je par »zelo smešen in kaže na popoln uspeh, saj izigrata druga drugo s hitrimi podlogami in dobavami«.
Sezona oddaje Saturday Night Live v letih 2005 in 2006 je bila zadnja sezona, pri kateri je Tina Fey sodelovala; kasneje je sodelovala pri seriji 30 Rock.

### 30 Rock(2006 - danes)
Leta 2002 je Tina Fey predlagala, da bi prvo epizodo serije s situacijsko komedijo o ameriških novicah na kabelski televiziji poslali kanalu NBC, ki pa jo je zavrnil. Epizodo, ki je bila predelana in vrtela se je okoli dela v seriji, podobni oddaji SNL, je NBC kasneje sprejel. V maju 2003 je podpisala pogodbo z NBC-jem, ki pa ji je dopuščala še naprej delovati na mestu glavne scenaristke za oddajo SNL še vsaj med letoma 2004 in 2005. V delu pogodbe pa se je Tina Fey zavezala k temu, da bo posnela primetimeov projekt, ki ga bosta producirali podjetji Broadway Video in NBC Universal. Projekt je bil na začetku znan pod imenom Untitled Tina Fey Project (Nenaslovljen projekt Tine Fey). Prva epizoda, ki jo je režiral Adam Bernstein, se je govorila o glavni scenaristki pri komični oddaji in tem, kako ji je uspelo urediti razmerje z nestanovitnim zvezdnikom oddaje in njenim producentom. Oktobra leta 2006 je epizoda izšla na NBC-ju pod naslovom 30 Rock. Čeprav je epizoda s strani kritikov v glavnem prejela pozitivne ocene, je končala kot tretja najboljša epizoda v svojem časovnem obdobju.
Kanal je za drugo sezono serije, ki se je pričela oktobra leta 2007, serijo obnovil. Prva epizoda iz tretje sezone serije se je prvič predvajala 30. oktobra leta 2008. Premierna epizoda je postavila rekord za najbolje ocenjeno epizodo v seriji. Januarja 2009 je NBC ponovno prenovil oddajo 30 Rock, in sicer za sezono med letoma 2009 in 2010.
Leta 2007 je Tina Fey prejela nominacijo za emmyja v kategoriji za »najboljšo glavno igralko v humoristični seriji«. Sama serija je istega leta prejela emmyja v kategoriji za »izstopajočo komično serijo«. Leta 2008 je prejela zlati globus, nagrado Screen Actors Guild, in emmyja v kategoriji za »najboljšo igralko v komični seriji«. V naslednjem letu je Tina Fey ponovno prejela zlati globus in nagrado Screen Actors Guild Award v istih kategorijah ter bila nominirana za emmyja v isti kategoriji. Zgodaj leta 2010 je prejela nominacijo za zlati globus v kategoriji za »najboljšo igralko« in prejela nagrado Screen Actors Guild Award v kategoriji za »najboljšo glavno igralko«. 30 Rock je bila ponovno prenovljena za sezono med letoma 2010 in 2011 v marcu 2010.

### Sarah Palin
V septembru in oktobru 2008 se je Tina Fey gostovalno pojavila v oddaji SNL, da bi nastopila v seriji parodij na republikanko Sarah Palin, takratno kandidatko za podpredsednico. V premierni epizodi 34. sezone, ki je izšla 13. septembra 2008, je Tina Fey posnemala Sarah Palin v skeču poleg Amy Poehler kot Hillary Clinton. Skeč je vključeval tudi Clintonovo, ki draži Palinovo zaradi »očal Tine Fey«. Skeč je kmalu postal največkrat ogledani posnetek na spletni strani NBC.com s 5,7 milijonov gledalcev tisto sredo. Tina Fey je s to vlogo nadaljevala v oddaji 4. oktobra tistega leta in v epizodi 18. oktobra, kjer se ji je pridružila resnična Sarah Palin. Epizoda, ki je izšla 18. oktobra, je dosegla večji uspeh, kot katera koli epizoda oddaje SNL vse od leta 1994. V prihodnjem letu je Tina Fey prejela emmyja v kategoriji za »izstopajočo gostovalno igralko v komični seriji« za njeno imitiranje Sarah Palin. Tina Fey se je v oddajo SNL vrnila aprila 2010 ter ponovno upodobila Sarah Palin v skeču, naslovljenem kot »Sarah Palin Network« (»Omrežje Sarah Palin«).
V decembru 2009 je revija Entertainment Weekly njeno oponašanje Sarah Palin uvrstila na njihov seznam »najboljših reči« ob koncu desetletja, zraven pa napisala: »Čudaško oponašanje Tine Fey v oddaji SNL in njen stil VP (in njena sposobnost uravnovešenja komedije in krutosti) sta resnično narejena za transcendentno televizijo.«

### Ostalo delo
Leta 2000 je Tina Fey skupaj s svojo soigralko iz oddaje SNL, Rachel Dratch, zaigrala v Off Broadwayski igre dveh žensk, imenovani Dratch & Fey, ki so jo izvajali v gledališču Upright Citizens Brigade Theater v New Yorku. Igro so kritiki sprejeli dobro. Tim Townsend iz revije The Wall Street Journal je v svoji oceni igre Dratch & Fey napisal, da je najboljši del gledanja teh dveh med nastopanjem »opazovanje, kako udobno se igralki počutita druga ob drugi«. Zaključil je s tem, da igra »ni govorila o dveh ženskah, ki sta smešni. […] Dratchova in Feyjeva sta enostavno smešni. Pika.« Enega izmed SNL-jevih skečev, imenovanih »Sully and Denise«, je Tina Fey napisala na podlagi svojih izkušenj v skupini The Second City v Chicagu.
13. avgusta 2007 se je Tina Fey pojavila v epizodi otroške televizijske serije Sesame Street, imenovani »The Bookaneers«. Nato se je 25. novembra 2007 kot gostovalna sodnica v Food Networkovi oddaji Iron Chef America. Tina Fey se je pojavila v Disneyjevi kampanji »Year of a Million Dreams« kot Zvončica, med tem ko je Mikhail Baryshnikov upodobil Petra Pana, Gisele Bündchen pa Wendy Darling. Posnela je tudi nekaj reklam za kreditno kartico American Express.
23. februarja 2008 je Tina Fey vodila prvo epizodo oddaje SNL po podelitvi nagrad WGA Awards. Za ta pojav je bila nominirana za emmyja v kategoriji za »najboljši individualni nastop v komičnem ali glasbenem programu«. Tina Fey je ponovno vodila epizodo oddaje SNL 10. aprila 2010 in za svoj nastop v oddaji je nato prejela nominacijo v kategoriji za »izstopajočo gostovalno igralko v komični seriji«.

### Filmi
Leta 2002 se je Tina Fey pojavila v nadrealistični komediji Martin in Orloff. Prvič je prvič zaigrala in pisala scenarij za film, in sicer v najstniški komediji Zlobna dekleta. Liki in njihovo obnašanje je temeljilo na njenem življenju v času, ko se je šolala na šoli Upper Darby High School in na knjigi Rosalind Wiseman, Queen Bees and Wannabes. Igralska zasedba filma je vključevala tudi bivše člane igralske zasedbe SNL, kot so Tim Meadows, Ana Gasteyer in Amy Poehler. Film je prejel pozitivne ocene s strani filmskih kritikov in je zaslužil veliko denarja, saj je po svetu zaslužil 129 milijonov $.
V intervjuju leta 2004 je Tina Fey povedala, da si želi pisati za filme in jih režirati, kar je v majhnih delih že naredila. Leta 2006 je Tina Fey delala na filmu, ki ga je produciralo podjetje Paramount Pictures in v katerem je igral tudi Sacha Baron Cohen, poznanim pod imenom Curly Oxide and Vic Thrill, ki je temeljil na resnični zgodbi hasidističnem rock glasbeniku. Leta 2007 je postala del igralske zasedbe animiranega komičnega filma Aqua Teen Hunger Force Colon Movie Film for Theaters kot mama najstnic, velikanski burito.
Tina Fey in bivša članica igralske zasedbe SNL, Amy Poehler, sta leta 2008 skupaj zaigrali v komičnem filmu Baby Mama. Film je napisal in režiral Michael McCullers. Film govori o Kate (Tina Fey), poslovni ženski, ki si želi otroka, vendar se potem, ko odkrije, da ima za to, da bi zanosila, možnosti ena proti milijon, odloči, da bo našla nadomestno mamo: Angie (Amy Poehler), dekle iz nižjega razreda. Film Baby Mama je prejel mešane ocene s strani filmskih kritikov, vendar je večina kritikov uživalo njen nastop. Todd McCarthy iz revije Variety je napisal: »Feyjevo je užitek gledati. Sposobna je prenesti Kateine namere in čustva preko preprostih pogledov in gibov, v svoji situaciji pa nikoli ne melodramatizira; čeprav je zelo učinkovita, stran perfekcionistke postane nekoliko ohola.« Film je po svetu iztržil 64 milijonov $.
Njeni projekti po letu 2008 vključujejo tudi film Ponyo, kjer je v angleški verziji sicer japonskega animiranega filma glas posodila liku Lise. Leta 2009 se je pojavila v filmu Izum laži, kjer je zaigrala poleg Rickyja Gervaisa, Jennifer Garner, Roba Lowea in Christopherja Guesta. Njena naslednja vloga je bila vloga v komičnem filmu Shawna Levyja iz leta 2010, imenovanem Zmenek, ki se osredotoča na poročen par, ki sta ga upodobila Tina Fey in Steve Carell, ki odideta na zmenek; kakorkoli že, noč pa je za oba šla po zlu. V istem letu je glas posodila Roxanne Ritchie, televizijski reporterki, v DreamWorksovem animiranem filmu Megaum (2010).
Julija 2010 je Tina Fey oznanila, da bo zaigrala v prihajajoči komediji Mommy & Me poleg Meryl Streep, ki bo upodobila njeno mater. Film bo režiral Stanley Tucci.

## V medijih
Tina Fey je zasedla osemdeseto mesto na seznamu »100 najprivlačnejših žensk« revije Maxim leta 2002. Leta 2003 jo je revija People imenovala za enega izmed »50 najlepših ljudi«, v letih 2007, 2008 in 2009 pa tudi na njihov seznam »100 najlepših ljudi«. Leta 2007 je bila vključena tudi v posebno številko revije People, ki je prikazovala 100 najlepših ljudi. Leta 2007 je zasedla tudi sedmo mesto na seznamu »100 najprivlačnejših oseb« spletne strani AfterEllen.com. V prihodnjem letu se je ponovno pojavila na seznamu, takrat na prvem mestu.
Leta 2001 jo je zaradi njenega dela pri skeču Weekend Update revija Entertainment Weekly imenovala za njihovega ustvarjalca leta. Ta naslov je ponovno dobila leta 2007 in pristala na drugem mestu leta 2008. Leta 2009 se je Tine Fey uvrstila na peto mesto lestvice revije Entertainment Weekly, »15 ustvarjalcev iz 2000. let«. Uredniki in producenti časopisa Associated Press so jo zaradi njenega oponašanja Sarah Palin v oddaji SNL imenovali za najstopajočo osebo, ki je imela največ vpliva na kulturo, zaradi česar je prejela nagrado revije v kategoriji za »ustvarjalca leta«. V letih 2008, 2009 in 2010 se je uvrstila na seznam »100 slavnih« revije Forbes, in sicer na devetindevetdeseto, šestinosemdeseto in devetdeseto mesto.
Leta 2007 je revija New York Post Tino Fey vključila na njihov seznam »50 najvplivnejših newyorčank«, kamor se je uvrstila na triintrideseto mesto. Tina Fey se je uvrstila tudi na seznam Time 100, lestvico 100 najvplivnejših ljudi na svetu, in sicer v letih 2007 in 2009, kamor so jo uvrstili uredniki revije Time. Leta 2009 je njen soigralec iz serije 30 Rock, Alec Baldwin, za revijo ob tej priložnosti napisal članek, ki govori o njej. Barbara Walters jo je leta 2008 označila za eno izmed 10 najzanimivejših ljudi v Ameriki.

## Zasebno življenje
Tina Fey je poročena z Jeffom Richmondom, skladateljem glasbe za serijo 30 Rock. Spoznala sta se v chicaški skupini The Second City in hodila sedem let, preden sta se 3. junija leta 2001 poročila z grškm pravoslavnim obredom. Imata hčer po imenu Alice Zenobia Richmond, ki se je rodila 10. septembra 2005, med njenim delovanjem pri oddaji SNL. Tina Fey se je k oddaji SNL vrnila 22. oktobra, glede česar je kasneje povedala: »Morala sem iti nazaj na delo. Z NBC-jem sem imela podpisano pogodbo; dojenček in jaz sva imela samo ustni dogovor.« Aprila 2009 sta Tina Fey in Jeff Richmond kupila 3,4 milijone $ vredno stanovanje v Upper West Sideu v New York Cityju.
Tina Fey ima nekaj centimetrov dolgo brazgotino na njeni levi ličnici in poteka do brade. Na vprašanje, od kje jo je dobila, se je v intervjuju z revijo New York Times 25. novembra 2001 odzvala z: »To je bila nesreča v otroštvu, ki je bila nekako slaba. In moji starši se o tem z menoj nekako niso želeli pogovarjati.« Vendar je v intervjuju, ki so ga opravili z njo in njenim možem, Jeffom Richmondom, za številko revije Vanity Fair za januar 2009, njen mož povedal, da je brazgotina posledica nesreče z rezilom, ki se je zgodila, ko je imela Tina Fey samo pet let. Jeff Richmond je dejal: »Bilo je, kot, na njihovem vrtu in nekdo je prišel mimo, in mislila je, da jo bo samo porisal s pisalom.« Pravi, da se nerada spominja tega dogodka, deloma zato, ker »o tem ne morem govoriti, ne da bi nekako navidezno eksplodirala.« Tina Fey ima raje, da v času, ko snema serijo 30 Rock, kjer igra Liz Lemon, kamera kaže na njeno desno stran obraza, na kateri nima brazgotine.
Njeno dobrodelno delo vključuje podpiranje organizacije Autism Speaks, ki sponzorira raziskave avtizma in podpira ozaveščanje ter prireja dejavnosti za ozaveščanje o bolezni, namenjene družinam, vladam in javnosti. Na 64. podelitvi zlatih globusov je Tina Fey s seboj nosila moder košček sestavljanke, da bi promovirala organizacijo. Aprila leta 2008 je sodelovala pri komični prireditvi Night of Too Many Stars za izobraževanje o avtizmu.
Tina Fey podpira tudi organizacijo Mercy Corps za globalno pomoč in razvoj v njihovi kampanji za boj proti lakoti po svetu. Tina Fey je govorila v ozadju posnetka za promoviranje akcijskega centra organizacije Mercy Corps v New York Cityju, kjer je opisala lakoto kot znak mnogih širših težav po svetu. Podpira tudi organizacijo Love Our Children USA, ki se bori proti nasilju nad otroci, ki jo je leta 2009 imenovala za eno izmed njihovih »mater, ki spreminjajo svet«. Leta 2009 je postala govornica za organizacijo Light The Night Walk, ki se bori proti levkemiji in limfomu.
Junija 2010 so oznanili, da bo Tina Fey leta 2011 dobila svojo zvezdo na Hollywood Walk of Fame.

## Dela
| Leto/a    | Naslov              | Film/TV | Opombe |
| --------- | ------------------- | ------- | --- |
| 1997–2006 | Saturday Night Live | TV      | Glavna scenariska med letoma 1999 in 2006 |
| 2004      | Mean Girls          | Film    | Scenarij je upodobitev knjige Queen Bees and Wannabes |
| 2006–2013 | 30 Rock             | TV      | Epizode, ki jih je napisala: Sezona 1 (8/12): »Pilot«, »The Aftermath«, »Tracy Does Conan«, The Head and the Hair"‡, »Black Tie«‡, »Up All Night«, »The C Word«, »Hiatus« Sezona 2: (4/15) »SeinfeldVision«, »Somebody to Love«‡, »MILF Island«‡, »Cooter« Sezona 3: (5) »Do-Over«, »Christmas Special«‡, »St. Valentine's Day«‡, »The Bubble«, »The Natural Order«‡ Sezona 4: (4) »Season 4«, »Secret Santa«, »Lee Marvin vs. Derek Jeter«‡, »I Do Do« ‡označuje epizode, ki jih ni napisala samostojno. |

| Leto/a                | Naslov                      | Film/TV | Vloga/e              | Opomba |  |
| --------------------- | --------------------------- | ------- | -------------------- | --- |  |
| 1998–2006, 2008, 2010 | Saturday Night Live         | TV      | Več vlog             | Za članico igralske zasedbe serije je veljala od leta 1998 do leta 2006, voditeljica Weekend Update (2000–2006), gostovala je v letih 2008 in 2010, pri čemur je petkrat oponašala Sarah Palin. |  |
| 1999                  | Upright Citizens Brigade    | TV      | Kerri Downey         | Ena epizoda |  |
| 2002                  | Martin in Orloff            | Film    | Ženska z juga        | |  |
| 2004                  | Zlobna dekleta              | Film    | Ga. Norbury          | |  |
| 2006                  | Pivska liga                 | Film    | Telovadna sekretarka | |  |
| 2006                  | Naključni predsednik        | Film    | Ona                  | Weekend Update iz oddaje Saturday Night Live s Tino Fey in Amy Poehler je bil del filma |  |
| 2006–2013             | 30 Rock                     | TV      | Liz Lemon            | Glavna vloga |  |
| 2008                  | Baby Mama                   | Film    | Kate Holbrook        | |  |
| 2009                  | Ponyo                       | Film    | Lisa                 | Glas (angleška verzija) |  |
| 2009                  | Izum laži                   | Film    | Shelley              | |  |
| 2009                  | SpongeBob's Truth or Square | TV      | Ona                  | |  |
| 2010                  | Zmenek                      | Film    | Claire Foster        | |  |
| 2010                  | Megaum                      | Film    | Roxanne Ritchi       | Glas |  |

## Nagrade in nominacije
| Leto | Nagrada                    | Kategorija                                                     | Delo                                                   | Osvojeno? |
| ---- | -------------------------- | -------------------------------------------------------------- | ------------------------------------------------------ | --------- |
| 2001 | Emmy                       | Najboljše pisanje za glasbeni ali komični program              | Saturday Night Live                                    | Ne        |
| 2001 | WGA Award                  | Najboljša komična serija                                       | Saturday Night Live                                    | Ne        |
| 2001 | WGA Award                  | Najboljša komična specialka                                    | Saturday Night Live: 25. obletnica                     | Da        |
| 2002 | Emmy                       | Najboljše pisanje za glasbeni ali komični program              | Saturday Night Live                                    | Da        |
| 2002 | WGA Award                  | Najboljša komična serija                                       | Saturday Night Live                                    | Ne        |
| 2003 | Emmy                       | Najboljše pisanje za glasbeni ali komični program              | Saturday Night Live                                    | Ne        |
| 2003 | WGA Award                  | Najboljša komična serija                                       | Saturday Night Live                                    | Ne        |
| 2003 | WGA Award                  | Najboljša komična specialka                                    | Saturday Night Live: 75. obletnica kanala NBC          | Ne        |
| 2004 | Teen Choice Award          | Izbira televizijske igralke: Komedija                          | Saturday Night Live                                    | Ne        |
| 2005 | People's Choice Awards     | Najljubša smešna ženska zvezdnica                              |                                                        | Ne        |
| 2005 | Teen Choice Award          | Izbira komedijanta                                             |                                                        | Ne        |
| 2005 | WGA Award                  | Najboljši upodobljeni scenarij                                 | Zlobna dekleta                                         | Ne        |
| 2007 | Emmy                       | Najboljša komična serija                                       | 30 Rock                                                | Da        |
| 2007 | Emmy                       | Najboljša glavna igralka v humoristični seriji                 | 30 Rock                                                | Ne        |
| 2007 | Emmy                       | Najboljše pisanje za komično serijo                            | »Tracy Does Conan« za 30 Rock                          | Ne        |
| 2007 | WGA Award                  | Najboljša komična serija                                       | 30 Rock                                                | Ne        |
| 2007 | WGA Award                  | Najboljša nova serija                                          | 30 Rock                                                | Ne        |
| 2007 | WGA Award                  | Najboljša komična specialka                                    | Saturday Night Live                                    | Da        |
| 2008 | Emmy                       | Najboljša komična serija                                       | 30 Rock                                                | Da        |
| 2008 | Emmy                       | Najboljša glavna igralka v humoristični seriji                 | 30 Rock                                                | Da        |
| 2008 | Emmy                       | Najboljše pisanje za komično serijo                            | »Cooter« za 30 Rock                                    | Da        |
| 2008 | Emmy                       | Individualni nastop v komičnem ali glasbenem programu          | Saturday Night Live                                    | Ne        |
| 2008 | Zlati globus               | Najboljša igralka v televizijski seriji — Muzikal ali komedija | 30 Rock                                                | Da        |
| 2008 | Zlati globus               | Najboljša televizijska serija — Muzikal ali komedija           | 30 Rock                                                | Ne        |
| 2008 | Screen Actors Guild Awards | Najboljša ženska igralka v komični seriji                      | 30 Rock                                                | Da        |
| 2008 | Screen Actors Guild Awards | Najboljša igralska zasedba v komični seriji                    | 30 Rock                                                | Ne        |
| 2008 | WGA Award                  | Comedy Series                                                  | 30 Rock                                                | Da        |
| 2009 | Zlati globus               | Najboljša igralka v televizijski seriji — Muzikal ali komedija | 30 Rock                                                | Da        |
| 2009 | Zlati globus               | Najboljša televizijska serija — Muzikal ali komedija           | 30 Rock                                                | Da        |
| 2009 | Screen Actors Guild Awards | Najboljša ženska igralka v komični seriji                      | 30 Rock                                                | Da        |
| 2009 | Screen Actors Guild Awards | Najboljša igralska zasedba v komični seriji                    | 30 Rock                                                | Da        |
| 2009 | WGA Award                  | Najboljša komična serija                                       | 30 Rock                                                | Da        |
| 2009 | WGA Award                  | Najboljša epizodna komedija                                    | »Cooter« za 30 Rock                                    | Ne        |
| 2009 | Emmy                       | Izstopajoča gostovalna igralka v komični televizijski seriji   | Za upodobitev Sarah Palin v oddaji Saturday Night Live | Da        |
| 2009 | Emmy                       | Najboljša komična serija                                       | 30 Rock                                                | Da        |
| 2009 | Emmy                       | Najboljša glavna igralka v humoristični seriji                 | 30 Rock                                                | Ne        |
| 2010 | Zlati globus               | Najboljša igralka v televizijski seriji — Muzikal ali komedija | 30 Rock                                                | Ne        |
| 2010 | Zlati globus               | Najboljša televizijska serija — Muzikal ali komedija           | 30 Rock                                                | Ne        |
| 2010 | Screen Actors Guild Awards | Najboljša ženska igralka v komični seriji                      | 30 Rock                                                | Da        |
| 2010 | Screen Actors Guild Awards | 30 Rock                                                        | Ne                                                     |           |
| 2010 | Emmy                       | Najboljša komična serija                                       | 30 Rock                                                | Ne        |
| 2010 | Emmy                       | Najboljša glavna igralka v humoristični seriji                 | 30 Rock                                                | Ne        |
| 2010 | Emmy                       | Najboljše pisanje za komično serijo                            | »Lee Marvin vs. Derek Jeter« za 30 Rock                | Ne        |
| 2010 | Emmy                       | Individualni nastop v komičnem ali glasbenem programu          | Saturday Night Live                                    | Ne        |
| 2010 | Teen Choice Award          | Izbira filmske igralke: Komedija                               | Zmenek                                                 | Da        |
| 2010 | Mark Twain Prize           | Ameriški humor                                                 |                                                        | Da        |